# Pilar Gómez Ferrer
Pilar Gómez Ferrer (Toledo, 7 de febrero de 1910 – Madrid, 27 de septiembre de 2009), cuyo verdadero nombre era Pilar Gómez Gómez, fue una actriz de cine española.

## Biografía
Nació en Toledo, siendo hija de los actores Francisco Gómez Ferrer y de Adelina Gómez Uzal. Pilar Gómez Gómez fue una de las actrices más presentes en la historia del cine español: hizo su debut en la gran pantalla en 1952 y en 25 años de carrera apareció en más de 120 películas. Es recordada como intérprete de algunas películas de coproducción italo-española, como por ejemplo Totò, Eva e il pennello proibito.
El 27 de abril de 1932 contrajo matrimonio, en la parroquia de San Nicolás de Madrid, con el actor y posteriormente agente de actores Francisco Luna Baños (1897-1985), con quien tuvo una hija, Adelina Luna Gómez (más conocida como Delia Luna), que siguió sus pasos. Se retiró del mundo del cine en 1977 y murió en Madrid a la edad de 99 años.

## Filmografía
| Año  | Título                                         | Personaje                                                 | Director                                                                   | País                                  |
| ---- | ---------------------------------------------- | --------------------------------------------------------- | -------------------------------------------------------------------------- | ------------------------------------- |
| 1952 | La estrella de Sierra Morena                   | Doña Tecla                                                | Ramón Torrado                                                              | España                                |
| 1953 | Pluma al viento                                | Éloïse                                                    | Louis Cuny - Ramón Torrado                                                 | Francia - España                      |
| 1954 | El pórtico de la gloria                        | Tía Encarna                                               | Rafael J. Salvia                                                           | España                                |
| 1954 | Malvaloca                                      | Señora cotilla                                            | Ramón Torrado                                                              | España                                |
| 1954 | Alta costura                                   |                                                           | Luis Marquina                                                              | España                                |
| 1954 | La Hermana Alegría                             | Madre de Mariluz                                          | Luis Lucia                                                                 | España                                |
| 1955 | ¡Aquí hay petróleo!                            | Mujer de Timoteo                                          | Rafael J. Salvia                                                           | España                                |
| 1956 | La chica del barrio                            | Clienta de Engracia                                       | Ricardo Núñez                                                              | España                                |
| 1956 | Los ladrones somos gente honrada               | Monchi                                                    | Pedro Luis Ramírez                                                         | España                                |
| 1956 | Calle Mayor                                    | Mujer de Manuel                                           | Juan Antonio Bardem                                                        | España - Francia                      |
| 1956 | Entre hoy y la eternidad                       |                                                           | Arthur Maria Rabenalt                                                      | Alemania - España                     |
| 1957 | Maravilla                                      |                                                           | Javier Setó                                                                | España                                |
| 1957 | Susana, pura nata                              |                                                           | Steno                                                                      | Italia - España                       |
| 1957 | Un ángel pasó por Brooklyn                     |                                                           | Ladislao Vajda                                                             | Italia - España                       |
| 1957 | Los amantes del desierto                       |                                                           | Goffredo Alessandrini - Fernando Cerchio León Klimovsky - Gianni Vernuccio | España - Italia                       |
| 1957 | La cenicienta y Ernesto                        | Doña Adela                                                | Pedro Luis Ramírez                                                         | España - Italia                       |
| 1958 | Hablemos de amor (Salvemos el paisaje)         | Signora Furlani                                           | Alessandro Blasetti                                                        | Italia - Francia - España             |
| 1958 | Los clarines del miedo                         |                                                           | Antonio Román                                                              | México - España                       |
| 1958 | Habanera                                       |                                                           | José María Elorrieta                                                       | España                                |
| 1959 | La culpa fue de Eva                            | Gloria Harrison                                           | Steno                                                                      | Italia - Francia - España             |
| 1959 | Soledad                                        |                                                           | Mario Craveri - Enrico Gras - Félix Acaso                                  | Italia - España                       |
| 1959 | Gayarre                                        | Patrona en Milán                                          | Domingo Viladomat                                                          | España                                |
| 1959 | Camarote de lujo                               | Señora en el tren                                         | Rafael Gil                                                                 | España                                |
| 1959 | Azafatas con permiso                           |                                                           | Ernesto Arancibia                                                          | España                                |
| 1959 | Carmen la de Ronda                             |                                                           | Tulio Demicheli                                                            | España                                |
| 1959 | La vida alrededor                              |                                                           | Fernando Fernán Gómez                                                      | España                                |
| 1960 | Crimen para recién casados                     | Madre de Elisa                                            | Pedro Luis Ramírez                                                         | España                                |
| 1960 | Una chica de Chicago                           |                                                           | Manuel Mur Oti                                                             | España                                |
| 1960 | Maribel y la extraña familia                   | Petra                                                     | José María Forqué                                                          | España                                |
| 1960 | Sólo para hombres                              |                                                           | Fernando Fernán Gómez                                                      | España                                |
| 1960 | María, matrícula de Bilbao                     | Sirvienta                                                 | Ladislao Vajda                                                             | España                                |
| 1961 | Alerta en el cielo                             | Mujer de Pepe                                             | Luis César Amadori                                                         | España                                |
| 1961 | Ha llegado un ángel                            |                                                           | Luis Lucia                                                                 | España - México                       |
| 1961 | Bello recuerdo                                 |                                                           | Antonio del Amo                                                            | España                                |
| 1961 | Honorables sinvergüenzas                       |                                                           | José Luis Gamboa                                                           | España                                |
| 1961 | Pecado de amor                                 |                                                           | Luis César Amadori                                                         | España - Italia - Argentina           |
| 1962 | Abuelita Charlestón                            |                                                           | Javier Setó                                                                | España                                |
| 1962 | La venganza de Don Mendo                       |                                                           | Fernando Fernán Gómez                                                      | España                                |
| 1962 | Gritos en la noche                             | Wanda's Dresser                                           | Jesús Franco                                                               | España - Francia                      |
| 1962 | Tómbola                                        | Pollera                                                   | Luis Lucia                                                                 | España                                |
| 1962 | Historia de una noche                          | Ángeles                                                   | Luis Saslavsky                                                             | España                                |
| 1963 | Los guerrilleros                               |                                                           | Pedro Luis Ramírez                                                         | España                                |
| 1963 | La becerrada                                   |                                                           | José María Forqué                                                          | España                                |
| 1963 | Del rosa al amarillo                           |                                                           | Manuel Summers                                                             | España                                |
| 1963 | Las tres espadas del Zorro                     | Nodriza                                                   | Ricardo Blasco                                                             | España - Italia                       |
| 1963 | Chica para todo                                | Madre de Finito                                           | Mariano Ozores                                                             | España                                |
| 1963 | Llegar a más                                   |                                                           | Jesús Fernández Santos                                                     | España                                |
| 1963 | La verbena de la Paloma                        | Señora en báscula                                         | José Luis Sáenz de Heredia                                                 | España                                |
| 1963 | Piedra de Toque                                |                                                           | Julio Buchs                                                                | España                                |
| 1963 | Nunca pasa nada                                | Doña Eulalia                                              | Juan Antonio Bardem                                                        | España - Francia                      |
| 1964 | Cerrado por asesinato                          |                                                           | José Luis Gamboa                                                           | España                                |
| 1964 | La chica del trébol                            |                                                           | Sergio Grieco                                                              | España - Italia                       |
| 1964 | El extraño viaje                               | Pupilera                                                  | Fernando Fernán Gómez                                                      | España                                |
| 1964 | El pecador y la bruja                          |                                                           | Julio Buchs                                                                | España                                |
| 1964 | La niña de luto                                | Madre de Rocío                                            | Manuel Summers                                                             | España                                |
| 1964 | La nueva Cenicienta                            |                                                           | George Sherman                                                             | España                                |
| 1964 | Búsqueme a esa chica                           | Mujer de Agustín                                          | Fernando Palacios - George Sherman                                         | España - Italia                       |
| 1964 | Rueda de sospechosos                           |                                                           | Ramón Fernández                                                            | España                                |
| 1964 | El salario del crimen                          | Mujer que confunde a Jaime con el reparador de Telefónica | Julio Buchs                                                                | España                                |
| 1964 | El rapto de T.T.                               |                                                           | José Luis Viloria                                                          | España                                |
| 1964 | Dulcinea del Toboso                            |                                                           | Carlo Rim                                                                  | España - Alemania - Francia           |
| 1965 | Persecución a un espía                         |                                                           | Maurice Labro                                                              | España - Francia - Alemania           |
| 1965 | Don Quijote de la Mancha                       |                                                           | Jacques Bourdon - Louis Grospierre Carlo Rim                               | Alemania - Francia - España           |
| 1965 | Doctor Zhivago                                 |                                                           | David Lean                                                                 | Estados Unidos - Italia - Reino Unido |
| 1966 | Diego de Acevedo                               |                                                           |                                                                            | España                                |
| 1966 | Clarines y campanas                            |                                                           | Ramón Torrado                                                              | España                                |
| 1966 | Acompáñame                                     |                                                           | Luis César Amadori                                                         | España                                |
| 1966 | De barro y oro                                 | Nati                                                      | Joaquín Bollo Muro                                                         | España                                |
| 1966 | Chantaje a un asesino                          |                                                           | Enrique López Eguiluz                                                      | España                                |
| 1967 | Buenos días, condesita                         |                                                           | Luis César Amadori                                                         | España                                |
| 1967 | El hombre que mató a Billy el Niño             | Ciudadana                                                 | Julio Buchs                                                                | España - Italia                       |
| 1967 | Los chicos con las chicas                      | Dependienta ultramarinos                                  | Javier Aguirre                                                             | España                                |
| 1967 | Amor en el aire                                | Hermana de Elvira Gómez                                   | Luis César Amadori                                                         | España - Argentina                    |
| 1967 | La niña del patio                              | Carmen                                                    | Amando de Ossorio                                                          | España                                |
| 1968 | Solos los dos                                  | Lupe                                                      | Luis Lucia                                                                 | España                                |
| 1968 | La vil seducción                               | Brígida                                                   | José María Forqué                                                          | España                                |
| 1969 | ¿Por qué te engaña tu marido?                  |                                                           | Manuel Summers                                                             | España                                |
| 1969 | Soltera y madre en la vida                     | Doña Lourdes                                              | Javier Aguirre                                                             | España                                |
| 1969 | Juicio de faldas                               | Estanquera, madre del 'Cachirulo'                         | José Luis Sáenz de Heredia                                                 | España                                |
| 1970 | El alma se serena                              | Amiga de Eulalia                                          | José Luis Sáenz de Heredia                                                 | España                                |
| 1970 | Las gatas tienen frío                          |                                                           | Carlos Serrano                                                             | España                                |
| 1970 | Después de los nueve meses                     | Madre de Nicolás                                          | Mariano Ozores                                                             | España                                |
| 1970 | Una señora llamada Andrés                      | Mujer en la carnicería                                    | Julio Buchs                                                                | España                                |
| 1970 | Pierna creciente, falda menguante              | Madre de Rosario                                          | Javier Aguirre                                                             | España                                |
| 1971 | Vente a Alemania, Pepe                         | Madre de Angelino                                         | Pedro Lazaga                                                               | España                                |
| 1971 | ¿Es usted mi padre?                            |                                                           | Antonio Giménez-Rico                                                       | España                                |
| 1971 | Los gallos de la madrugada                     | Ramona                                                    | José Luis Sáenz de Heredia                                                 | España                                |
| 1971 | Los días de Cabirio                            | Madre de Alfredo                                          | Fernando Merino                                                            | España                                |
| 1971 | Simón, contamos contigo                        |                                                           | Ramón Fernández                                                            | España                                |
| 1971 | La graduada                                    |                                                           | Mariano Ozores                                                             | España                                |
| 1971 | El ojo del huracán                             | Sirvienta                                                 | José María Forqué                                                          | Italia - España                       |
| 1972 | Blanco, rojo y...                              | Hermana Teresa                                            | Alberto Lattuada                                                           | Italia - Francia - España             |
| 1972 | Les Charlots font l'Espagne                    |                                                           | Jean Girault                                                               | Francia - España                      |
| 1972 | Venta por pisos                                |                                                           | Mariano Ozores                                                             | España                                |
| 1973 | La curiosa                                     | Doña Amalia                                               | Vicente Escrivá                                                            | España                                |
| 1973 | Las señoritas de mala compañía                 | Una vecina criticona                                      | José Antonio Nieves Conde                                                  | España                                |
| 1973 | Una monja y un Don Juan                        |                                                           | Mariano Ozores                                                             | España                                |
| 1973 | El niño es nuestro                             |                                                           | Manuel Summers                                                             | España                                |
| 1974 | Onofre                                         | Campesina                                                 | Luis María Delgado                                                         | España                                |
| 1974 | Cebo para una adolescente                      | Vicenta                                                   | Francisco Lara Polop                                                       | España                                |
| 1974 | El padrino y sus ahijadas                      |                                                           | Fernando Merino                                                            | España                                |
| 1974 | Jenaro, el de los 14                           | Doña Remedios                                             | Mariano Ozores                                                             | España                                |
| 1974 | Un curita cañón                                | Luisa                                                     | Luis María Delgado                                                         | España                                |
| 1974 | Mi hijo no es lo que parece                    | María                                                     | Angelino Fons                                                              | España                                |
| 1974 | Señora doctor                                  | Vecina                                                    | Mariano Ozores                                                             | España                                |
| 1974 | El calzonazos                                  | Enriqueta                                                 | Mariano Ozores                                                             | España                                |
| 1974 | El reprimido                                   | Madre de Octavia                                          | Mariano Ozores                                                             | España                                |
| 1975 | Como matar a papá... sin hacerle daño          |                                                           | Ramón Fernández                                                            | España                                |
| 1975 | Cuando el cuerno suena                         |                                                           | Luis María Delgado                                                         | España                                |
| 1975 | Mi mujer es muy decente, dentro de lo que cabe | Sra. de Guruceta                                          | Antonio Drove                                                              | España                                |
| 1975 | Los pájaros de Baden-Baden                     |                                                           | Mario Camus                                                                | España - Suiza                        |
| 1975 | Pim, pam, pum... ¡fuego!                       | Clienta mercado                                           | Pedro Olea                                                                 | España                                |
| 1975 | No quiero perder la honra                      |                                                           | Eugenio Martín                                                             | España                                |
| 1975 | Las protegidas                                 | Madre de Marisa                                           | Francisco Lara Polop                                                       | España                                |
| 1975 | El poder del deseo                             | Mujer mercado                                             | Juan Antonio Bardem                                                        | España                                |
| 1976 | La mujer es cosa de hombres                    |                                                           | Jesús Yagüe                                                                | España                                |
| 1976 | Mayordomo para todo                            | Criadora de perros                                        | Mariano Ozores                                                             | España                                |
| 1976 | Ligeramente viudas                             |                                                           | Javier Aguirre                                                             | España                                |
| 1976 | El señor está servido                          | Fabiana                                                   | Sinesio Isla                                                               | España                                |
| 1976 | Alcalde por elección                           |                                                           | Mariano Ozores                                                             | España                                |
| 1976 | Señoritas de uniforme                          |                                                           | Luis María Delgado                                                         | España                                |
| 1976 | La otra alcoba                                 |                                                           | Eloy de la Iglesia                                                         | España                                |
| 1977 | Virilidad a la española                        |                                                           | Francisco Lara Polop                                                       | España                                |
| 1977 | Uno del millón de muertos                      |                                                           | Andrés Velasco                                                             | España                                |
| 1977 | Estoy hecho un chaval                          | Vecina                                                    | Pedro Lazaga                                                               | España                                |
| 1977 | Celedonio y yo somos así                       | Doña Rosario                                              | Mariano Ozores                                                             | España                                |
| 1977 | Cuentos de las sábanas blancas                 | Doña Águeda                                               | Mariano Ozores                                                             | España                                |
| 1977 | Clímax                                         | Aurelia                                                   | Francisco Lara Polop                                                       | España                                |